# J.J. Perry
Jordan Andrew Perry (1967), más conocido como J. J. Perry, es un artista marcial, actor y doble de riesgo estadounidense.

## Carrera
Perry comenzó a practicar artes marciales en 1975 y comenzó a realizar a finales de 1980 después de dejar el ejército. Tiene un quinto grado de cinturón negro en Tae Kwon Do , que se ganó a la edad de doce años, y un segundo grado de cinturón negro en Hapkido .
Comenzó su carrera como actor cuando interpretó a Scorpion, Cyrax y a Noob Saibot en la película Mortal Kombat: Aniquilación (Chris Casamassa debía repetir como Scorpion, pero estaba trabajando como doble de riesgo en Batman & Robin). Actuó en la serie de televisión Mortal Kombat: Conquest, esta vez como el principal rival de Scorpion, Sub-Zero, además de hacer escenas de riesgo para el personaje principal de Kung Lao. Además de la serie Mortal Kombat, Perry ha hecho doblaje de riesgo para varios programas de televisión y películas como Buffy the Vampire Slayer, El Rey Escorpión y Beowulf.

## Honores
- 2 veces Campeón del Estado de California
- 2 veces Campeón Olímpico Nacional Juvenil
- Campeón del Estado de Texas
- 2 veces Campeón del Ejército
- Suplente del equipo de Tae Kwon Do Olímpico en 1990.

## Filmografía
- Duckman
- Bloodsport 3
- Mortal Ransom
- American Street Fighter 2
- Mortal Kombat: Aniquilación
- Enter the Eagles
- Mortal Kombat: Conquest
- Dentro de la Furia
- The Silent Force
- Timecop 2: La Decisión de Berlín
- Espartano
- Hoy de morir
- Estragos Max: La Maldición del Dragón
- Sundland Heath
- No Rules
- Las aventuras de Johnny Tao